# توروس (منطقة)
توروس (Touros ؛ ومعناها:«الثيران») هي بلدية في ريو غراندي دو نورتي في البرازيل. تُعرف باسم «رُكن البرازيل» لأنها تقع في الركن الشمالي الشرقي من البلاد، وهي أقرب مدينة في أمريكا الجنوبية إلى إفريقيا (2,841   كم من كابروس في جنوب غرب السنغال). تحتوي توروس على الكثير من الأسماك، وهناك حوض مياه البحر القريب في المحيط يتكون من ضفاف المرجان.
وتشمل البلديات المجاورة ريو دو فوغو إلى الجنوب الشرقي، بوريزا إلى الجنوب، جواو كامارا إلى الجنوب الغربي، بارازينهو أبعد إلى الغرب وساو ميغيل دو غوستوزو إلى الشمال الغربي.
توروس قريبة من ريو كارنوبينا.

## التاريخ
في تسعينيات القرن الثامن عشر، حدث جفاف في ريو غراندي دو نورتي في العقد الماضي، مما أدى إلى جلب المزارع والعمال الزراعيين إلى توروس، حيث تكون الأرض خصبة وتستخدم في الزراعة.

## مناطق الجذب السياحي
تقع ثاني أكبر منارة في البرازيل، منارة كالكانهار في مدينة توروس. يعد فندق فيلا جالي أيضًا منطقة جذب سياحي.

## العلم والشعار
الشعار عبارة عن قمة تتميز بالجاذبية الرئيسية، المنارة في المنتصف. يحتوي الداخل على أربعة أجزاء، أرجواني من أعلى اليسار وأسفل اليسار أبيض بداخلها شجرة النخيل، وعلى أسفل اليمين مركب شراعي في المياه.
لون علمه أزرق فاتح مع بداية بيضاء، بداخله شعار النبالة ولكن أجزائه باللون الأزرق الفاتح.

## الطبيعة
ليس فقط الحيوانات الموجودة في المنطقة ولكن حتى في البحار، حيث توجد أسماك بحرية مثل الأسماك والرخويات وغيرها. أحد أنواع الحلزون المخروطي الأصلي في المحيط الأطلسي لشرق توروس هو Conus tourosensis الذي تم وصفه مؤخرًا في مارس 2018.